# Thalictrum peninsulare
Thalictrum peninsulare är en ranunkelväxtart som först beskrevs av Brandeg., och fick sitt nu gällande namn av Joseph Nelson Rose. Thalictrum peninsulare ingår i släktet rutor, och familjen ranunkelväxter. Inga underarter finns listade i Catalogue of Life.